# František Jež
Pour les articles homonymes, voir Jez.
František Jež (né le 16 décembre 1970) est un sauteur à ski tchèque qui exerça de 1988 à 1999.

## Palmarès

### Jeux olympiques
| Épreuve / Édition | Albertville 1992 | Nagano 1998 |
| Petit Tremplin    | 23e              | 24e         |
| Grand Tremplin    | 13e              | 24e         |
| Par Equipes       | Bronze           |             |

### Championnats du monde
| Épreuve / Édition | Val di Fiemme 1991 | Falun 1993 | Thunder Bay 1995 |
| Petit Tremplin    | 17e                | 33e        |                  |
| Grand Tremplin    | 28e                | 25e        | 42e              |
| Par Equipes       | 5e                 | Argent     |                  |

### Championnats du monde de vol à ski
| Épreuve / Édition | Vikersund 1990 | Harrachov 1992 | Kulm 1996 |
| Individuel        | 26e            | 32e            | 15e       |

### Coupe du monde
- Meilleur classement final: 5e en 1990.
- 4 victoires.

#### Saison par saison
| Année | Lieu                                                                             |
| 1990  | Bischofshofen (Autriche), St-Moritz (Suisse), Gstaad (Suisse), Predazzo (Italie) |